# Po Leung Kuk

Po Leung Kuk-emblem

Po Leung Kuk (kinesiska: 保良局) är en välgörenhetorganisation i Hongkong.  Dess mål är att stoppa bortförandet av kvinnor och barn, och att ge skydd och utbildning till offer. Med omvandlingen av Hongkongs samhället har det blivit en enorm organisation för socialbidrag med kvalitet och olika tjänster. 